# Brunsheide
Brunsheide ist eine Hofschaft in Radevormwald im Oberbergischen Kreis im nordrhein-westfälischen Regierungsbezirk Köln in Deutschland.

## Lage und Beschreibung
Brunsheide liegt im Norden von Radevormwald in der Nähe der Ortschaft Oberönkfeld. Weitere Nachbarorte sind Hardt, Brunshöh und Rochollsberg. Der Ort ist über eine Seitenstraße der Bundesstraße 483 erreichbar, die von Radevormwald nach Schwelm führt.
250 Meter westlich von Brunsheide entspringt der Brunsbach, der in seinem weiteren Verlauf mit dem Eistringhauser Bach zusammen fließt und in die Uelfe mündet.

## Geschichte
In der amtlichen topografischen Karte von 1892 bis 1894 ist die Hofschaft mit Namen „Brunsheide“ eingezeichnet.